# Paul von Hedemann-Heespen

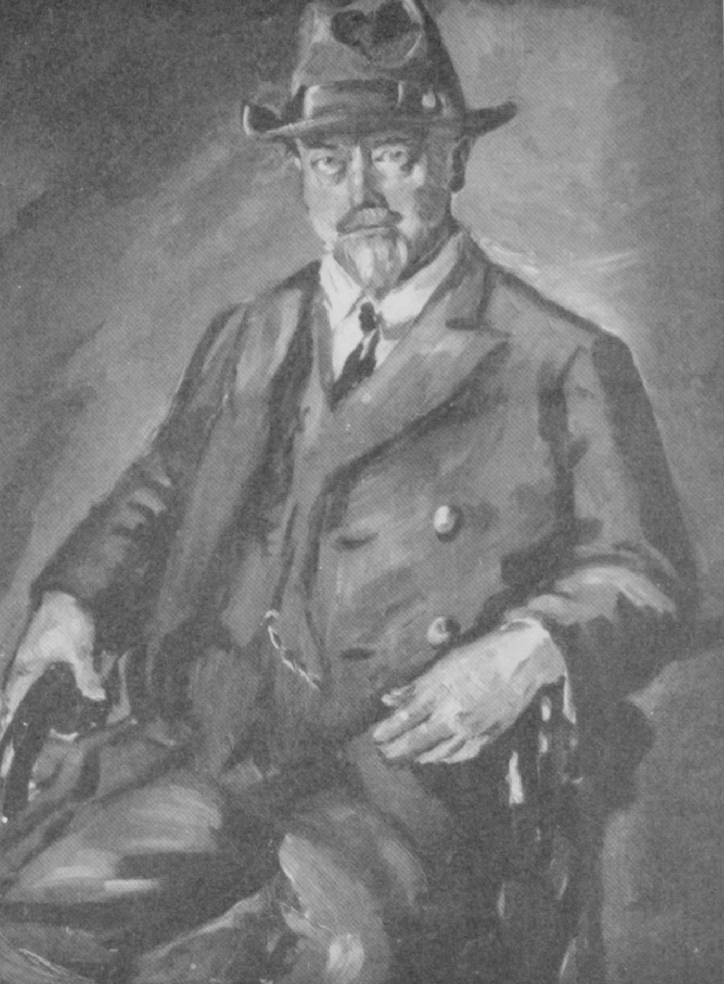
Paul von Hedemann-Heespen

Paul von Hedemann-Heespen, vollständig: Paul Christian Georg Carl von Hedemann, genannt von Heespen (* 8. Februar 1869 auf Deutsch-Nienhof, heute Ortsteil von Westensee; † 22. Februar 1937 ebenda) war ein deutscher Verwaltungsjurist, Gutsbesitzer und Landeshistoriker.

## Leben und Wirken
Paul von Hedemann-Heespen stammt aus jenem Zweig des schleswig-holsteinischen Adelsgeschlechts von Hedemann, das nach dem Tod von Friedrich Christian von Heespen († 1776), dem letzten seines Geschlechts, in den Genuss des von ihm gestifteten Familienfideikommisses von Deutsch-Nienhof kam und den Namen von Hedemann, genannt von Heespen oder kurz von Hedemann-Heespen annahm. Er war der Sohn von Friedrich von Hedemann-Heespen (1827–1905) und dessen Frau Anna, geb. Gräfin Reventlow auf Kaltenhof (1841–1927), die 1860 geheiratet hatten.
Nach dem Besuch des Gymnasiums in Kiel und dem Abitur 1886 studierte er bis 1889 Rechtswissenschaften an den Universitäten Marburg, Freiburg im Breisgau, Leipzig und Berlin. 1890 machte er seinen Militärdienst als Einjährig-Freiwilliger beim Husarenregiment 16 und trat als Rechtsreferendar in den preußischen Staatsdienst ein. Unterbrochen von zwei Jahren der Ausbildung in der Landwirtschaft 1897 bis 1899 wirkte er als Assessor und Regierungsrat in Magdeburg, Mülheim an der Ruhr, Marburg, Danzig, Hildesheim und Kiel.
Mit dem Tod seines Vaters 1905 wurde er Fideikommissherr auf Deutsch-Nienhof und Pohlsee (heute Ortsteil von Langwedel). Um sich ganz der Gutsverwaltung widmen zu können, nahm er 1907 seinen Abschied aus dem Staatsdienst als Regierungsrat a. D. und Oberleutnant der Reserve. Von 1907 bis 1909 ließ er das Innere des Herrenhauses von Deutsch-Nienhof nach seinen Vorstellungen umgestalten. Die Eingangshalle wurde in Formen des geometrischen Jugendstils zweigeschossig und geräumig umgebaut.
Hedemann-Heespen machte sich vor allem als Landeshistoriker einen Namen. Für seine historischen Forschungen konnte er auf das umfangreiche Archiv in Deutsch-Nienhof zurückgreifen, das bis auf Christoph Gensch von Breitenau und dessen Tätigkeit für den dänischen König zurückging.
1906 gab er eine dreibändige Gutsgeschichte von Deutsch-Nienhof und Pohlsee heraus. Von 1917 bis 1919 veröffentlichte er die Familiengeschichte von Hedemann in drei Bänden, und 1926 erschien sein Hauptwerk Die Herzogtümer Schleswig-Holstein und die Neuzeit. Hinzu kamen eine Vielzahl an Aufsätzen und Artikeln zu historischen Themen und Fragen der Zeit in Zeitschriften und Zeitungen. Zeitweilig verwaltete er die Landesbibliothek in Kiel.
Der „eigenwillige und geistig originelle Aristokrat“, der „eigenwillige, aber auch geistreiche Historiker“ vertrat seine eigenständigen, manchmal eigenwilligen Positionen auch als Kulturfunktionär. Er war 1908 erster Vorsitzender des Schleswig-Holsteinischen Vereins für Heimatschutz, gehörte zu den Mitbegründern der Zeitschrift Nordelbingen und betonte die kulturelle Eigenständigkeit Schleswig-Holsteins, insbesondere gegen Preußen.
Als erstem Deutschen seit 1864 verlieh ihm die Königlich dänische Gesellschaft für vaterländische Gesellschaft und Sprache 1927 die ordentliche Mitgliedschaft. 1932 verlieh ihm die rechts- und staatswissenschaftliche Fakultät der Universität Würzburg ihren Ehrendoktor, ebenso 1933 die philosophische Fakultät der Universität Erlangen.

## Veröffentlichungen (Auswahl)
- Die ältere Geschichte der Kirche zu Westensee. In: Zeitschrift der Gesellschaft für Schleswig-Holsteinische Geschichte. Bd. 28 (1898), S. 1–178 (Digitalisat).
- Hemmelmark. In: Zeitschrift der Gesellschaft für Schleswig-Holsteinische Geschichte. Bd. 30 (1900), S. 169–208 (Digitalisat).
- Beiträge zur älteren Geschichte des Hauses Holstein-Sonderburg. In: Zeitschrift der Gesellschaft für Schleswig-Holsteinische Geschichte. Bd. 31 (1901), S. 1–38 (Digitalisat).
- Zum Landregister und zur Landesmatrikel der Herzogtümer. In: Zeitschrift der Gesellschaft für Schleswig-Holsteinische Geschichte. Bd. 32 (1902), S. 204–222 (Digitalisat).
- Landrat und Landratsamt in Altpreußen und Schleswig-Holstein. In: Zeitschrift der Gesellschaft für Schleswig-Holsteinische Geschichte. Bd. 32 (1902), S. 451–461 (Digitalisat).
- Fragen der älteren Verwaltungsgeschichte. In: Zeitschrift der Gesellschaft für Schleswig-Holsteinische Geschichte. Bd. 33 (1903), S. 277–285 (Digitalisat).
- Geschichte der adligen Güter Deutsch-Nienhof und Pohlsee in Holstein. 3 Bände. Bergas, Schleswig 1906.
- Der Zustand der Herrschaft Pinneberg nach der Reunion bis um 1740. In: Zeitschrift der Gesellschaft für Schleswig-Holsteinische Geschichte, Bd. 37 (1907), S. 1–140 (Digitalisat).
- Zur Sitten- und Preisgeschichte des 18. Jahrhunderts. In: Die Heimat. Bd. 21 (1911), Heft 10, Oktober 1911, S. 242–244 (Digitalisat).
- Die Schleswig-Holsteinischen Anzeigen 1750–1800 als Geschichtsquelle. In: Zeitschrift der Gesellschaft für Schleswig-Holsteinische Geschichte. Bd. 41 (1911), S. 293–302 (Digitalisat).
- Kultur und Adel in Schleswig-Holstein während des 18. Jahrhunderts. In: Schleswig-Holsteinischer Kunstkalender, 1912, S. 27–53 (Digitalisat).
- (unter dem Pseudonym Omnino Sepultus:) Aus dem Liederbuch eines Toten. Walter B. Mühlau, Richard Hermes, Kiel/Hamburg 1914.
- † Graf Kurt Reventlou. Ein biographisches Denkmal. In: Zeitschrift der Gesellschaft für schleswig-holsteinische Geschichte. Bd. 45 (1915), S. 1–13 (Digitalisat).
- Aus Aufzeichnungen und Briefen über drei Jahrhunderte schleswig-holsteinischer Geschichte. H. Haessel, Leipzig 1915.
- Geschichte der Familie von Hedemann. 3 Bände. Augustin, Glückstadt 1917–1919.
- Ein Gang durch das Gewerbe unserer Vergangenheit. In: Zeitschrift der Gesellschaft für schleswig-holsteinische Geschichte. Bd. 48 (1918), S. 1–195 (Digitalisat).
- Der Inhalt einer großen Auswahl schleswig-holsteinischer Orts- und Personengeschichten. In: Zeitschrift der Gesellschaft für schleswig-holsteinische Geschichte. Bd. 49 (1919), S. 1–25 (Digitalisat).
- Die politischen Grundzüge in der Geschichte der holsteinischen Verwaltung. In: Zeitschrift der Gesellschaft für schleswig-holsteinische Geschichte. Bd. 49 (1919), S. 264–277 (Digitalisat).
- Über den Adel in Nordschleswig. In: Schleswig-Holsteinischer Kunstkalender, 1920, S. 63–68.
- Unser Land als Völkerbrücke in seiner Wirtschaftsgeschichte. In: Schleswig-Holsteinisches Jahrbuch (1921), S. 83–87.
- (mit Jürgen Kleen; Georg Reimer): Heimatbuch des Kreises Rendsburg. Westerrönfeld bei Rendsburg 1922.
- Die Herzogtümer Schleswig-Holstein und die Neuzeit. W. G. Mühlau, Kiel 1926.
- Neue Karten und Bilder der Heimat. In: Die Heimat. Monatsschrift des Vereins zur Pflege der Natur- und Landeskunde in Schleswig-Holstein, Hamburg, Lübeck und dem Fürstentum Lübeck. Bd. 38 (1928), Nr. 12, Dezember 1928, S. 277–279 (Digitalisat).
- Zeitpachtdörfer: Wirtschafts- und Heimatwert. In: Die Heimat. Monatsschrift des Vereins zur Pflege der Natur- und Landeskunde in Schleswig-Holstein, Hamburg, Lübeck und dem Fürstentum Lübeck. Bd. 41 (1931), Nr. 1, Januar 1931, S. 17–20 (Digitalisat) und Nr. 2, Februar 1931, S. 44–47.
- Barock im Norden. In: Die Heimat. Monatsschrift des Vereins zur Pflege der Natur- und Landeskunde in Schleswig-Holstein, Hamburg, Lübeck und dem Fürstentum Lübeck. Bd. 42 (1932), Nr. 1, Januar 1932, S. 15–20 (Digitalisat).
- Das Leben des Geheimen Rats Christoph Gensch von Breitenau. In: Nordelbingen 10, 1934, S. 1–161.